# Села (Сежана)
Села (словен. Sela, итал. Sella) је насељено место у општини Сежана, Обално-крашка регија, Словенија.

## Историја
До територијалне реорганизације у Словенији била су у саставу старе општине Сежана.

## Становништво
У попису становништва из 2011. године, Села су имала 54 становника.
| Број становника према пописима | Број становника према пописима | Број становника према пописима |
| ------------------------------ | ------------------------------ | ------------------------------ |
| 1991                           | 2002                           | 2011                           |
| 41                             | 48                             | 54                             |